# Horizon-radar
Pour les articles homonymes, voir Horizon.

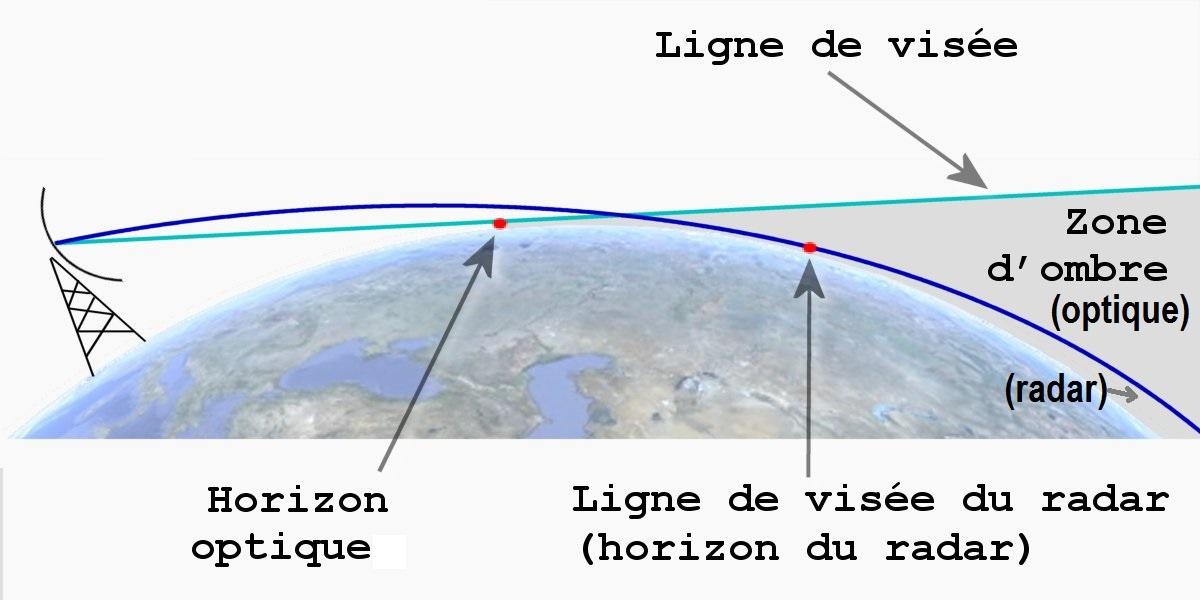
Horizon du radar.

L’horizon-radar est le lieu géométrique des points où les rayons issus d'une antenne radar sont tangents à la surface terrestre. Une cible qui se trouve à une distance à l’inférieur de la portée maximale du radar mais sous l’horizon du radar ne pourra donc pas être détectée, elle se trouve dans la « zone d’ombre ».
L’horizon du radar est à une plus grande distance que l'horizon optique en ligne directe parce que la variation de l’indice de réfraction avec l’altitude dans l’atmosphère permet à l’onde radar de courber. En haute mer, ce lieu géométrique est horizontal ; sur terre, il dépend des caractéristiques topographiques du terrain.

## Principe
Les ondes électromagnétiques d'un radar suivent les règles de l’optique pour les hautes fréquences (>100 MHz). Même le faisceau d’un radar pointant vers l’horizon optique va s’éloigner de la surface de la Terre parce que celle-ci a une courbure. Sans l'atmosphère, l'horizon d'un radar serait la distance géométrique {\displaystyle D_{h}} calculée avec la hauteur au-dessus du sol où se trouve son antenne (H) et la courbure de la Terre {\displaystyle R_{e}} de 6,4 × 106 m avec la formule :
{\displaystyle D_{h}={\sqrt {2\times H\times R_{e}}}}.
Cependant, le faisceau radar passant dans l'atmosphère subit une courbure. En effet, l'indice de réfraction de l'air change avec la pression, la température et l'humidité et ces variables changent avec l'altitude et le faisceau traverse différentes altitudes le long de sa trajectoire. Dans une atmosphère standard, L'indice diminue avec l'altitude ce qui recourbe le faisceau vers le haut et lui donne un rayon de courbure équivalent à {\displaystyle \textstyle {{\frac {4}{3}}R_{e}}}, ce qui donne 8,5 × 106 m. Le rayon de courbure de la trajectoire de l’onde est ainsi plus grand que celui de la Terre ce qui permet au faisceau radar de dépasser la ligne de visée directe et donc de réduire la zone d’ombre. {\displaystyle D_{h}} devient :
{\displaystyle D_{h}={\sqrt {2\times H\times \left({\frac {4R_{e}}{3}}\right)}}}.

## Phénomènes limitatifs

### Propagation anormale

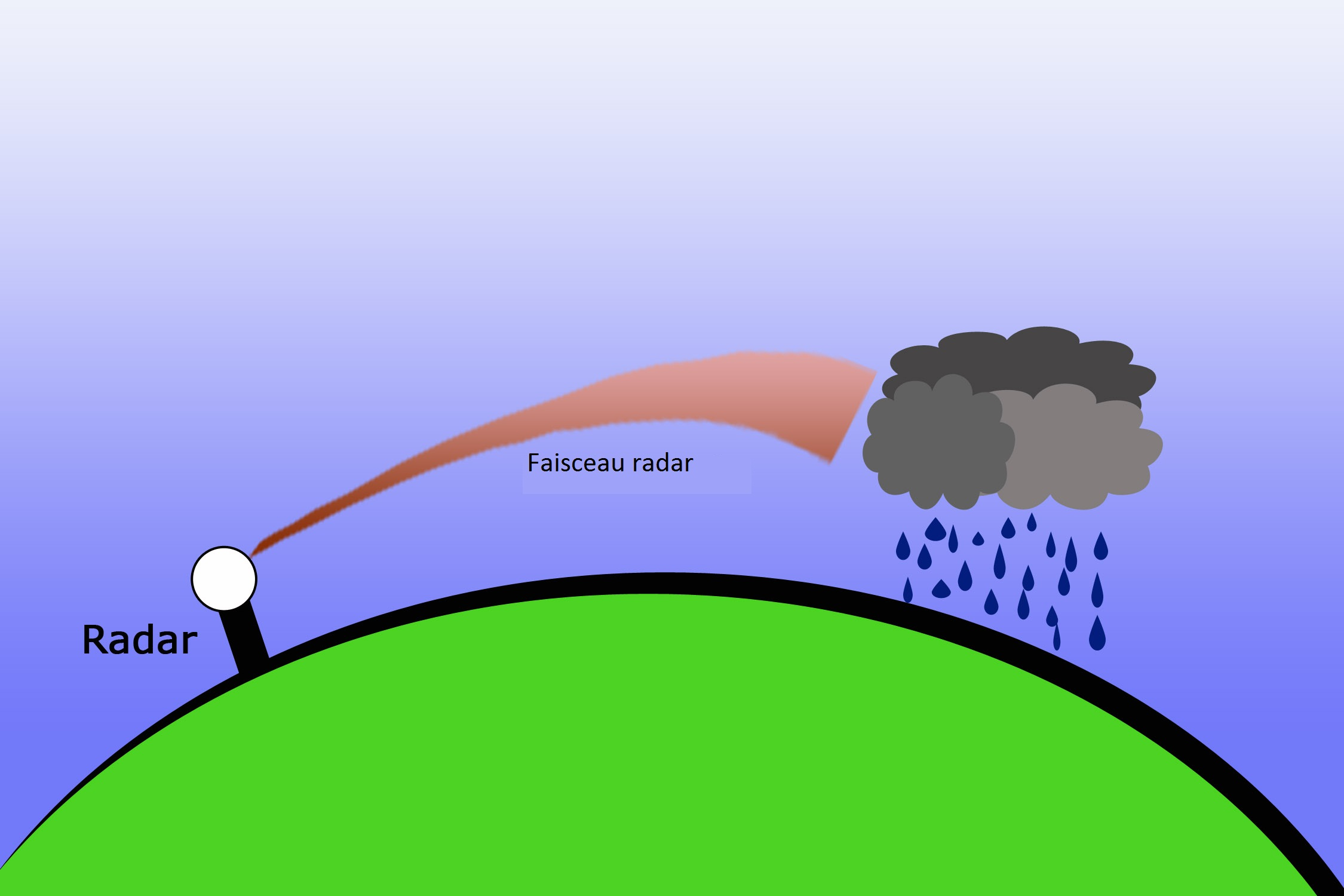
Suréfraction du faisceau radar qui peut noter des précipitations sous l'horizon.

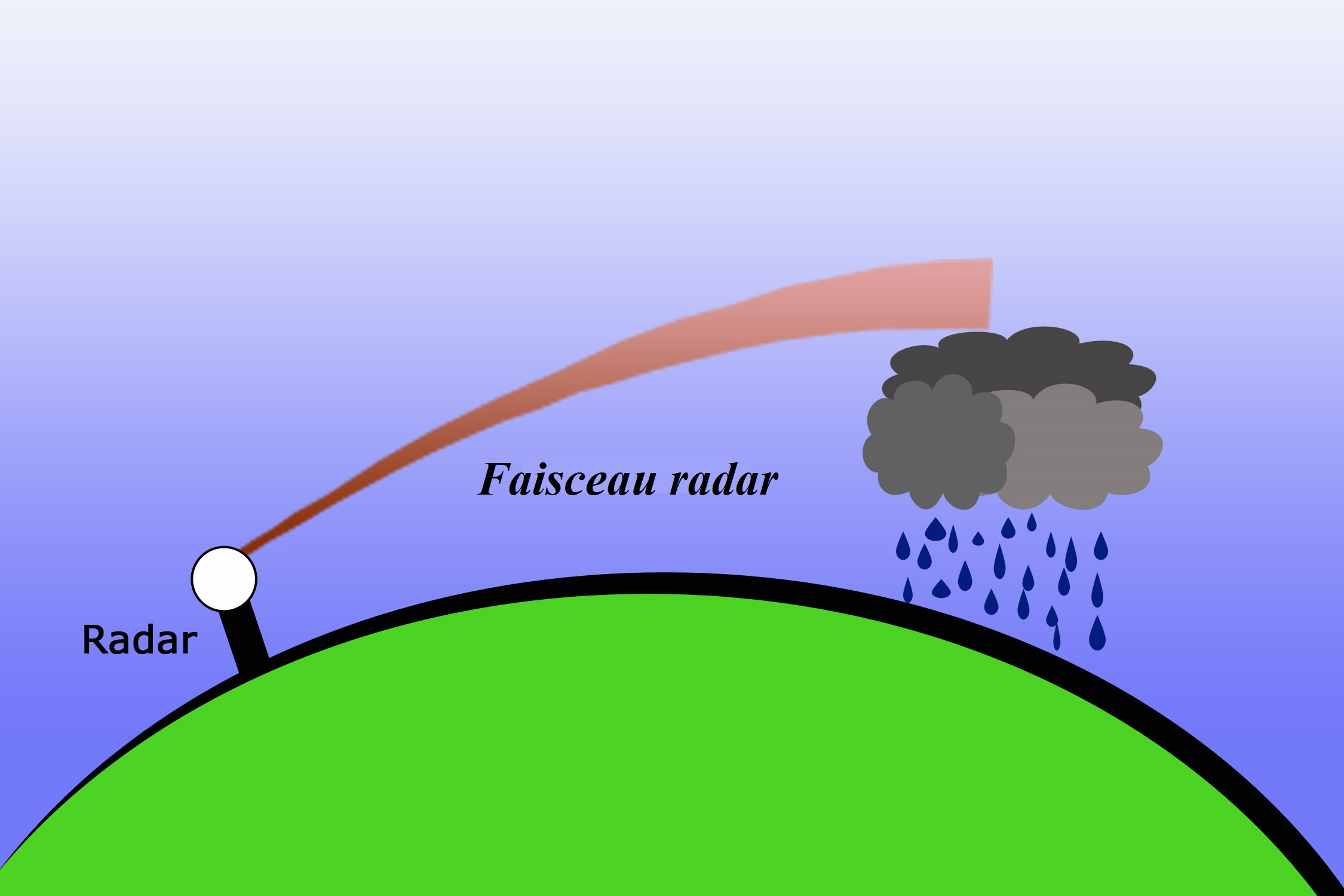
Infraréfraction du faisceau qui passe au-dessus des précipitations

L'indice de réfraction (n) dans le vide est de 1 mais il varie dans l'air avec la température (T), la pression (p) et la pression de vapeur d'eau (e) selon la formule : 
{\displaystyle n=1+77,6{\frac {p}{T}}+3,73\times 10^{5}{\frac {e}{T^{2}}}}.
Il est pris comme hypothèse que le faisceau radar se déplacera dans une atmosphère standard où la température, l'humidité et la pression diminuent selon une courbe normale avec l'altitude. Le calcul de la position des échos et leur altitude dépendent de cette hypothèse et un écart important de cette stratification donnera une propagation anormale.
Suréfraction
Il arrive souvent que des inversions de températures se produisent à bas niveau par refroidissement nocturne sous un ciel clair, ou en altitude par subsidence. Également, l'humidité peut être capturée près du sol et diminuer rapidement avec l'altitude dans une goutte froide sous un orage, en situation du passage d'air chaud sur de l'eau froide, ou dans une inversion de température. 
Ces différents cas changent la stratification de l'air. L'indice de réfraction diminue alors plus rapidement que la normale dans la couche en inversion de température ou d'humidité ce qui fait recourber le faisceau radar vers le bas,. Si les conditions atmosphériques et l'épaisseur de la couche en suréfraction sont optimales, le faisceau radar peut même devenir emprisonnée dans la couche comme dans un guide d'ondes et subir plusieurs réflexions interne dans la couche. Tous les cas suréfraction augmentent la portée donc utile pour les angles au-dessus de l'horizon géométrique ce qui peut augmenter ou non l'horizon radar lui-même. 
Infraréfraction
Si la température de l'air diminue plus rapidement que dans l'atmosphère standard, comme dans une situation d'air instable (convection), l'effet inverse se produit. Le faisceau radar est alors plus haut que l'on pense. Cette situation diminue la portée utile pour les angles au-dessus de l'horizon géométrique, car ils s'élèvent trop rapidement vers l'espace. Ceci peut théoriquement diminuer l'horizon radar si des angles négatifs ne sont pas disponibles.

### Blocages
Près du sol se trouvent de nombreuses sources de blocage pour le faisceau radar : édifice, arbres, éoliennes, etc. Chaque fois que le faisceau rasant le sol frappe un tel objet, il perd une partie de son énergie. Dans certains cas, le faisceau peut avoir complètement disparu bien avant d'avoir atteint l'horizon optique ou radar.